# L'Ingratitude et l'Injustice des Hommes envers la Fortune
L'Ingratitude et l'Injustice des Hommes envers la Fortune est la quatorzième fable du livre VII de Jean de La Fontaine situé dans le second recueil des Fables de La Fontaine, édité pour la première fois en 1678.

## Texte de la fable
Un Trafiquant sur mer par bonheur s’enrichit.

Il triompha des vents pendant plus d’un voyage,

Gouffre, banc, ni rocher, n’exigea de péage

D’aucun de ses ballots ; le sort l’en affranchit.

Sur tous ses compagnons Atropos et Neptune

Recueillirent leur droit, tandis que la Fortune

Prenait soin d’amener son Marchand à bon port.

Facteurs, associés, chacun lui fut fidèle.

Il vendit son tabac, son sucre, sa cannelle.

Ce qu’il voulut, sa porcelaine encor.

Le luxe et la folie enflèrent son trésor ;

Bref il plût dans son escarcelle.

On ne parlait chez lui que par doubles ducats,

Et mon homme d’avoir chiens, chevaux et carrosses.

Ses jours de jeûne étaient des noces.

Un sien ami voyant ces somptueux repas,

Lui dit : Et d’où vient donc un si bon ordinaire ?

Et d’où me viendrait-il que de mon savoir faire ?

Je n’en dois rien qu’à moi, qu’à mes soins, qu’au talent

De risquer à propos, et bien placer l’argent.

Le profit lui semblant une fort douce chose,

Il risqua de nouveau le gain qu’il avait fait :

Mais rien pour cette fois ne lui vint à souhait.

Son imprudence en fut la cause.

Un vaisseau mal frété périt au premier vent.

Un autre mal pourvu des armes nécessaires

Fut enlevé par les Corsaires.

Un troisième au port arrivant,

Rien n’eut cours ni débit. Le luxe et la folie

N’étaient plus tels qu’auparavant.

Enfin ses facteurs le trompant,

Et lui-même ayant fait grand fracas, chère lie,

Mis beaucoup en plaisirs, en bâtiments beaucoup,

Il devint pauvre tout d’un coup.

Son ami le voyant en mauvais équipage,

Lui dit ; d’où vient cela ? de la fortune, hélas !

Consolez-vous, dit l’autre, et s’il ne lui plait pas

Que vous soyez heureux, tout au moins soyez sage.

Je ne sais s’il crut ce conseil ;

Mais je sais que chacun impute en cas pareil

Son bonheur à son industrie,

Et si de quelque échec notre faute est suivie,

Nous disons injures au sort.

Chose n’est ici plus commune :

Le bien nous le faisons, le mal c’est la Fortune,

On a toujours raison, le destin toujours tort.
— Jean de La Fontaine, Fables de La Fontaine, L'Ingratitude et l'Injustice des Hommes envers la Fortune, texte établi par Jean-Pierre Collinet, Fables, contes et nouvelles, Gallimard, « Bibliothèque de la Pléiade », 1991, p. 275